# Moxetumomab Pasudotox
Moxetumomab Pasudotox is een experimenteel (fase 3)-medicijn voor de behandeling van haarcelleukemie en acute lymfatische leukemie. Het is een monoclonaal antilichaam dat zich richt op CD22, een molecuul aan het oppervlak van afwijkende B-cellen. Moxetumomab Pasudotox bindt zich aan CD22, gaat de cel binnen en laat een toxine los, dat de cel doodt.